# アラトラ山
座標: 北緯43度0分30秒 西経2度21分01秒 / 北緯43.00833度 西経2.35028度
アラトラ山（バスク語、Arratola）は、スペイン・バスク州ギプスコア県にある山。

## 地理
標高は738 mである

。
北緯43度0分30秒、西経2度21分01秒に位置している
。かつて、アラトラ山の南東側には南西から北東の方向にバレンディオラ川が流れていた。アラトラ山の東に人工湖のバレンディオラ湖がある。